# Векки, Натале
Натале Векки (итал. Natale Vecchi; 29 июня 1917, Новеллара, Эмилия-Романья — 4 декабря 1988, Кальяри) — итальянский борец вольного и классического стилей. Участник летних Олимпийских игр 1952 года, бронзовый призёр чемпионата мира 1951 года и чемпионата Европы 1949 года.

## Биография
Натале Векки родился 29 июня 1917 года в итальянском городе Новеллара.
Выступал в тяжёлой весовой категории (свыше 87 кг) в вольной и классической борьбе.
В 1949 году стал бронзовым призёром чемпионата Европы по вольной борьбе в Стамбуле.
В 1950 году занял 4-е место на чемпионате мира по классической борьбе в Стокгольме. В 1951 году завоевал бронзовую медаль на чемпионате мира по вольной борьбе в Хельсинки и на Средиземноморских играх в Александрии.
В 1952 году вошёл в состав сборной Италии на летних Олимпийских играх в Хельсинки. Выступал в вольной борьбе в весовой категории свыше 87 кг. В первом раунде единогласным решением судей победил Аугусте Барденсе из Бельгии — 3:0, во втором остался без соперника, в третьем раздельным решением судей уступил Вилли Вальтнеру из ОГК — 1:2, в четвёртом проиграл туше на 5-й минуте Арсену Мекокишвили из СССР и выбыл из борьбы.
Умер 4 декабря 1988 года в итальянском городе Кальяри.